# Bolet de noguera
El bolet de noguera (Cerioporus squamosus) és una espècie de fong de l'ordre dels poliporals (Polyporales). Degut al seu llarg període de creixement, es pot trobar gairebé durant tot l'any. És un bolet relativament fàcil d'identificar que es distingeix d'altres espècies pròximes del gènere Polyporus, per la seua mida i pel seu hàbitat. Els exemplars molt joves, de carn tendra, es poden menjar després d'una cocció prolongada a fi d'estovar-los. No es tracta, però, d'un bolet amb tradició ni vocació culinària.

## Morfologia

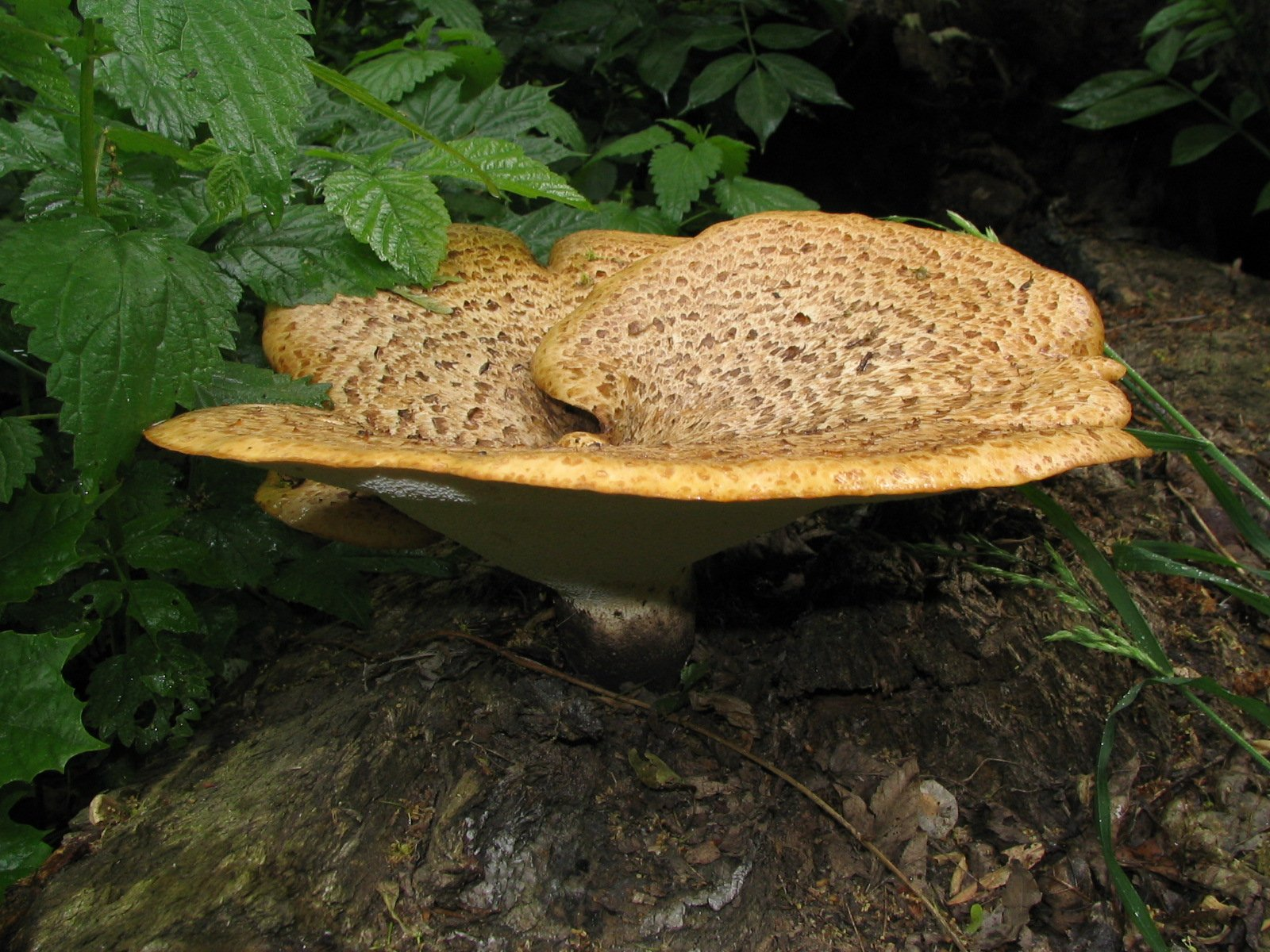
Bolet de noguer.

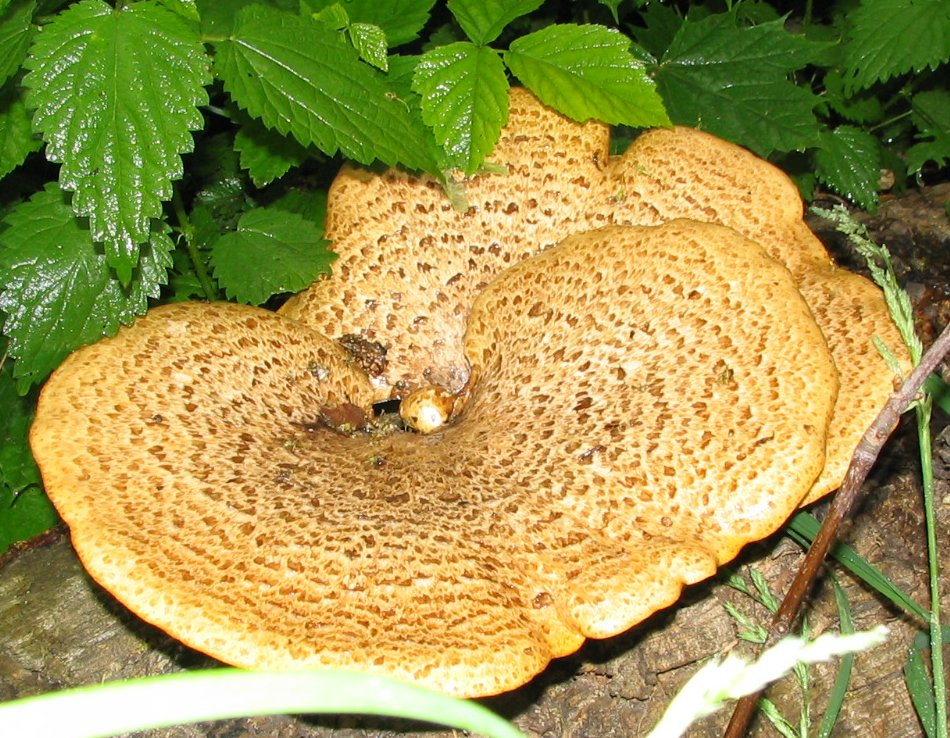
Exemplar de bolet de noguer.

El barret fa de 5 a 30 cm d'amplada, o més i tot, en forma de ventall, de color blanc brut o bé grogós, recobert d'escames amples, de color bru fosc. El carpòfor, que és de creixement molt lent, es pot mantindre durant molts mesos. A la part inferior, l'himeni entapissa l'interior de tubets molt fins, de fins a 7 mm de longitud, a penes decurrents pel peu, amb porus de color blanc o crema. El peu és gruixut i rabassut, de 3 a 10 cm, generalment en posició lateral, amb la base de color bru en els bolets joves i negra en els més vells. Carn tendra al principi, més tard coriàcia i molt dura al final, amb olor de farina rància i gust dolç.

## Hàbitat
Viu sobre fusta, preferentment d'arbres de boscos de ribera (salzes, pollancres, freixes...), sobre troncs caiguts o damunt dels arbres vius, a les ferides i a les branques esqueixades.